# Bobingen
Pour les articles homonymes, voir Böbingen (homonymie).
Ne doit pas être confondu avec Böbingen.
Bobingen est une ville allemande de Bavière, située dans l'arrondissement d'Augsbourg et le district de Souabe.

## Géographie

Situation de Bobingen (en rouge) dans l'arrondissement d'Augsbourg.

Bobingen est située sur les rivières Singold et Wertach, affluents du Lech, aux limites du parc naturel d'Augsbourg-Wetsliche-Wälder, à 12 km au sud d'Augsbourg.
La ville est composée de six quartiers (population en 2010) :
- Kernstadt (Bobingen) et Siedlung (14 169) ;
- Straßberg (1 173) ;
- Burgwalden (69) ;
- Reinhartshausen (575) ;
- Waldberg (423) ;
- Kreuzanger (160).

Communes limitrophes (en commençant par le nord et dans le sens des aiguilles d'une montre) : Augsbourg, Königsbrunn, Oberottmarshausen, Wehringen, Großaitingen, Fischach et Gessertshausen.

## Histoire
| Appartenances historiques Principauté épiscopale d'Augsbourg 888–1803 Électorat de Bavière 1803–1806 Royaume de Bavière 1806–1918 République de Weimar 1918–1933 Reich allemand 1933–1945 Allemagne occupée 1945–1949 Allemagne 1949–présent |

Le nom de Bobingen dérive certainement du mot Pobo, nom d'un colon alaman du VIe siècle. La bataille du Lechfeld, en 955, victoire du roi de Germanie Otton le Grand sur les Hongrois eut lieu non loin de là mais la première mention écrite de la ville date de 993 sous le nom de Pobinga, dans la vie de Saint Ulrich, premier saint canonisé par un Pape.
En 1782, le Pape Pie VI, en voyage sur la route de Vienne aurait qualifié Bobingen de Terre bénite.
Bobingen a ensuite fait partie des domaines du prince-évêque d'Augsbourg jusqu'au recès d'Empire de 1803 et la sécularisation des biens ecclésiastiques allemands par Napoléon Ier. Le village est alors intégré au royaume de Bavière et à l'arrondissement de Schwabmünchen.
Bobingen est relié au réseau ferré dès 1847 avec la construction de la première ligne bavaroise la Ludwig-Süd-Nord-Bahn qui traverse la Bavière du nord au sud, de Hof à Lindau. Une usine de soie artificielle est construite en 1899. 
En 1938, une usine d'explosifs, la FASAN, est ouverte. Elle sera pendant la Seconde Guerre mondiale un des principaux centres de production de RDX du Troisième Reich.
Bobingen obtient le statut de marché (markt) en 1953 et celui de ville (stadt) en 1969.
Lors des réformes administratives des années 1970, l'arrondissement de Schwabmünchen est dissous en 1972 et Bobingen est intégrée au nouvel arrondissement d'Augsbourg. Les communes de Straßberg, de Reinhartshausen et de Burgwalden fusionnent avec Bobingen à cette même date. En 1974, les communes de Waldberg et Kreuzanger rejoignent Bobingen à leur tour.
La ville fête son millénaire en 1994.

## Démographie
Ville de Bobingen seule :
| 1910  | 1925  | 1933  | 1939  |
| ----- | ----- | ----- | ----- |
| 2 294 | 2 637 | 2 819 | 3 619 |

Ville de Bobingen dans ses limites actuelles :
| 1840  | 1871  | 1900  | 1910  | 1925  | 1933  | 1939  | 1950  | 1961  |
| ----- | ----- | ----- | ----- | ----- | ----- | ----- | ----- | ----- |
| 2 825 | 2 994 | 3 023 | 3 739 | 4 076 | 4 349 | 5 090 | 7 966 | 9 072 |

| 1970   | 1987   | 2000   | 2005   | 2009   | - | - | - | - |
| ------ | ------ | ------ | ------ | ------ | - | - | - | - |
| 12 461 | 13 553 | 16 507 | 16 636 | 16 451 | - | - | - | - |

## Monuments
- Reinhartshausen, église St Laurent datant du XVIIIe siècle de style baroque ;
- Bobingen, église de Marie-Immaculée de style rococo.

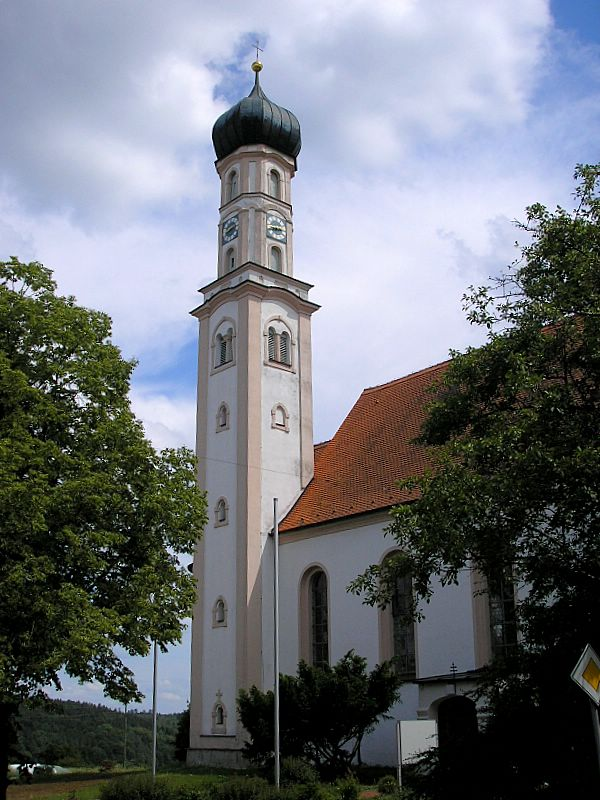
L'église Saint-Laurent.
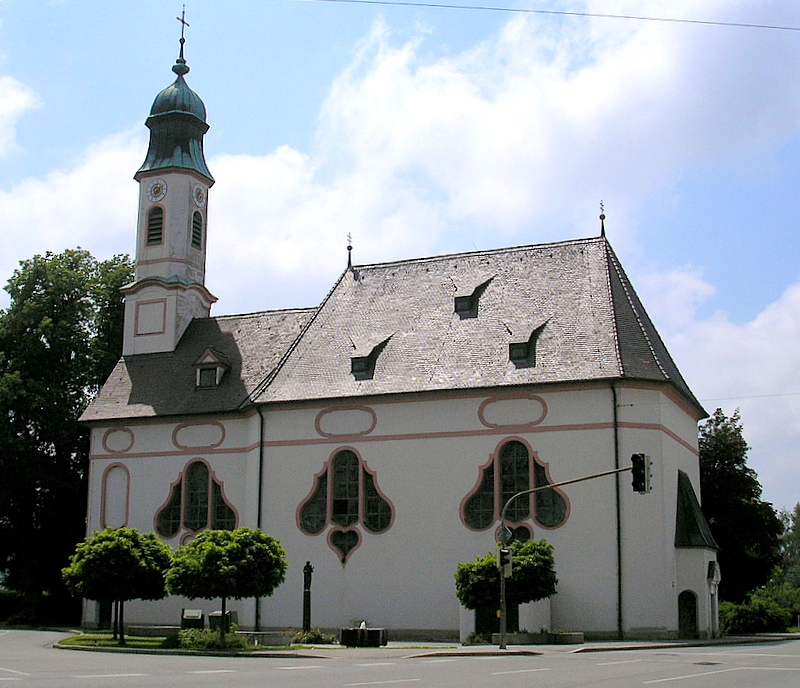
L'église de Marie-Immaculée.

## Jumelage
| Ville | Ville  | Pays | Pays   | Période                |
| ----- | ------ | ---- | ------ | ---------------------- |
|       | Aniche |      | France | depuis le 21 juin 1969 |

## Personnalités
- Roy Black, (1943-1991), chanteur et acteur
- Marco Holzer, (1988- ), pilote automobile